# Forse un angelo
Forse un angelo è il primo album in studio del gruppo musicale italiano Studio 3, pubblicato nel 2006.

## Tracce
1. Solo te - 3:30 -  (E. Palmosi - L. La Grassa)
2. Forse un angelo - 3:36 -  (E. Palmosi - L. La Grassa)
3. Ali - 3:37 -  (E. Palmosi - L. La Grassa)
4. Potrei - 3:12 -  (E. Palmosi - L. La Grassa)
5. Ora lo so - 4:04 -  (E. Palmosi - A. Vetralla)
6. Quando crescerai - 3:35 -  (E. Palmosi - L. La Grassa)
7. Party - 3:20 -  (E. Palmosi - L. La Grassa - M. Venturini - A. Vetralla)
8. Non ci sei - 3:40 -  (E. Palmosi - L. La Grassa)
9. Prova Sara - 3:44 -  (E. Palmosi - A. Vetralla)
10. Oltre il vento e la sabbia - 3:48 -  (E. Palmosi - L. La Grassa)
11. Senza di me - 4:08 -  (E. Palmosi - L. La Grassa)

## Formazione
- Luigi La Grassa - voce
- Marco Venturini - voce
- Andrea Vetralla - voce

Altri musicisti
- Giorgio Secco - chitarra
- Giorgio Cocilovo - chitarra
- Tony Corizia - basso
- Rossano Eleuteri - basso e contrabbasso
- Francesco Corvino - batteria
- Enrico Palmosi - tastiera e pianoforte
- Livio Troiano - violino
- Claudio Pascoli - sax

## Andamento nella classifica italiana degli album
| Settimana | 01 | 02 | 03 | 04 | 05 | 06 | 07 | 08 |
| Posizione | 25 | 34 | 41 | 50 | 59 | 69 | 78 | 90 |